# Rouge décanté
Rouge décanté (titre original en néerlandais : Bezonken Rood) est un roman néerlandais de Jeroen Brouwers publié originellement en 1981.
La traduction française paraît en septembre 1995 aux éditions Gallimard. Il reçoit le prix Femina étranger la même année. C'est un récit de guerre autobiographique.

## Éditions
- Éditions Gallimard, 1995  (ISBN 978-2070731183).
- Collection Folio no 2967, 1997  (ISBN 978-2070402007).